# Castel di Sangro Calcio
Associazione Sportiva Dilettantistica Castel di Sangro Calcio is een Italiaanse voetbalclub uit Castel di Sangro, dat gelegen is in de provincie L'Aquila.
De club, gehuld in geel en rood, werd opgericht in 1953 en heropgericht in 2005 en 2012, beide keren na financiële problemen. De thuiswedstrijden worden gespeeld in het Stadio Teofilo Patini. De beste prestatie uit de clubgeschiedenis was promotie in 1996 naar de Serie B, de op een na hoogste voetbaldivisie in Italië. Na twee seizoenen daar gespeeld te hebben, volgde degradatie in 1998 naar de Serie C.
Het eerste seizoen in de Serie B is beschreven in het boek Het Wonder Van Castel Di Sangro, geschreven door de Amerikaan Joe McGinnis.

## Bekende (oud-)spelers
- Carlo Cudicini
- Vincenzo Iaquinta
- Aco Stojkov